# Мигаль Іванна Григорівна
Мигаль Іванка (6 липня 1937, Львів, Польща — 18 вересня 1983, Торонто, Канада) — канадська оперна співачка українського походження. Меццо-сопрано американської та канадської опери.

## Життєпис
Народилася у Львові, у родині відомого диригента хорів Григорія Мигаля та Марії Бойко. Дитячі роки провела в місті Буськ. Емігрувала до Канади у 1949 році.
Початкову музичну освіту здобула у Форт Вільямі, Канада. Продовжувала студії в Королівській музичній консерваторії в класі опери у Торонто. Співацьку кар'єру почала у 1957 року, співаючи на Національній Виставі в Торонто з відомим співацьким ансамблем.
Від 1964 року виступала із власними концертами. Протягом кількох років була заангажована у Стратсфордському театрі та в оперній компанії Торонто. В тому ж часі мала ряд виступів на радіо та телебаченні Сі-Бі-Сі.
У 1965 році відбула музичний курс в Аспен, Колорадо і виступила як естрадна співачка з оркестром в різних містах Америки (Маямі, Детройт, Нью-Йорк, Чикаго, Філадельфія).
У 1967 році після участі в конкурсі до «Метрополітен-опера» її зараховують до числа студійців і призначають стипендію Лукреції Борі, як особливо перспективної виконавиці.
У 1967—1969 роках виступала з Метрополітальним оперним студіо в турне по США та Канаді, а у 1969—1973 роках — з Метрополітальною оперною компанією, відтак у Маямській опері.
Дебют Іванки Мигаль відбувся 19 січня 1970 року — в опері Моцарта «Чарівна флейта». Протягом того сезону та наступних виконала 11 партій в операх «Ернані», «Мадам Батерфляй», «Парсіфаль», «Ріголетто», «Фауст», «Тоска», інших класичних постановках.
Від 1974 року виступала в Канадській оперній компанії, доки її кар'єру не обірвала важка хвороба та передчасна смерть. 24 вересня 1983 року була похована в місті Тандер Бей, на цвинтарі св. Патрикія, де раніше спочила її мати Марія.
Іванка Мигаль була першою українською співачкою в артистичній трупі «Метрополітен» задовго до інших слов'ян. Для прикладу, солістка Великого театру в Москві Людмила Шемчук дебютувала там лише в 1990 році.

## Вшанування
Іменем Іванки Мигаль названа середня школа № 2 м. Буськ.